# Litre equivalent
Litre equivalent (Abkürzung: LE) ist eine in der Getränkeindustrie international benutzte Maßeinheit zur Beschreibung von Volumenangaben von Packeinheiten mit mehreren Gebinden. So entsprechen z. B. 9 LE zwölf Flaschen à 0,75 Liter.